# Bal wszystkich świętych
Bal wszystkich świętych – dwunasty studyjny album zespołu Budka Suflera wydany 29 maja 2000, nagrany w Studiu Buffo. Płyta sprzedała się w nakładzie 300 tys. egzemplarzy. 21 lutego 2001 roku płyta po raz drugi otrzymała status podwójnej platynowej płyty.

## Lista utworów
| 1.  | „Bal wszystkich świętych” (muz. R. Lipko, sł. A. Mogielnicki)      | 4:25  |
|     |                                                                    |       |
| 2.  | „Nawiedzony dom” (muz. R. Lipko, sł. A. Mogielnicki)               | 4:25  |
|     |                                                                    |       |
| 3.  | „Błękitna arka” (muz. R. Lipko i K. Cugowski, sł. A. Mogielnicki)  | 5:46  |
|     |                                                                    |       |
| 4.  | „Nie umiesz kochać” (muz. R. Lipko, sł. A. Mogielnicki)            | 5:19  |
|     |                                                                    |       |
| 5.  | „Świat od zaraz” (muz. R. Lipko, sł. A. Mogielnicki)               | 5:18  |
|     |                                                                    |       |
| 6.  | „Requiem nad ranem” (muz. R. Lipko, sł. A. Mogielnicki)            | 4:54  |
|     |                                                                    |       |
| 7.  | „Cybermania” (muz. R. Lipko i K. Cugowski, sł. A. Mogielnicki)     | 4:42  |
|     |                                                                    |       |
| 8.  | „Wolę obok stać” (muz. R. Lipko i K. Cugowski, sł. A. Mogielnicki) | 4:42  |
|     |                                                                    |       |
| 9.  | „Między wczoraj a dziś” (muz. R. Lipko, sł. A. Mogielnicki)        | 5:16  |
|     |                                                                    |       |
| 10. | „Lepiej bądź na tak” (muz. R. Lipko, sł. A. Mogielnicki)           | 4:12  |
|     |                                                                    |       |
|     |                                                                    | 48:59 |
|     |                                                                    |       |

## Twórcy
- Krzysztof Cugowski – śpiew
- Mieczysław Jurecki – gitara rytmiczna, gitara basowa
- Marek Raduli – gitara prowadząca
- Romuald Lipko – instrumenty klawiszowe
- Tomasz Zeliszewski – perkusja
- Katarzyna Pysiak – śpiew
- Ewa Brachun – śpiew
- Aleksandra Chludek – śpiew
- Kwintet Smyczkowy pod dyrekcją Jana Lewtaka